# Ernst Roos
Ernst Edvin Roos, född 13 augusti 1894 i Agneteberg i Halmstad, död 25 mars 1990, var en svensk skulptör, målare, journalist och skriftställare.
Han var son till cementgjutaren Carl Henrik Roos och Petronella Severina Åkesdotter och gift 1924–1936 med Hildur Teresia Elliot och 1938–1942 med Anna-Lisa Appelquist. Roos sysslade till en början med författarskap och journalistiskt arbete och var anställd vid Svenska telegrambyråns Stockholmsredaktion 1918–1919 och därefter som journalist i dagspressen där han var verksam som konst-, litteratur- och teaterrecensent samt resekorrespondent. Han publicerade dessutom essäer och artiklar i flera fackliga och politiska tidskrifter. Hans antinazistiska skådespel Ned med judarna uppfördes av Göteborgs arbetarförening i slutet av 1930-talet. Han blev politiskt engagerad i samband med en kongress i Tammerfors där man förhandlade om hemtransport för sårade skandinaviska frivilliga i det spanska inbördeskriget.    
Roos var som konstnär till stor del autodidakt men fick en viss vägledning via kvällskurser på Valands målarskola i Göteborg och en kortare tid vid Académie Colarossi i Paris. Han företog ett antal studieresor till Ryssland, Spanien, Belgien, Nederländerna och Tyskland där han bland annat studerade tyska medeltida träskulpturer och rysk ikonkonst. Tillsammans med Uno Liljegren ställde han ut i Halmstad 1946, separat ställde han bland annat ut på konstsalongen Noa-Noa i Köpenhamn 1949 och i Halmstad 1935 samt medverkade i ett stort antal samlingsutställningar på olika platser i landet. Som illustratör medverkade han bland annat i tidskrifterna Sjömannen 1923–1940 och Strix 1920–1924. Hans konst består av figurskulpturer, porträtt samt stilleben- och landskapsmålningar samt tidskriftsillustrationer med politiska karikatyrer.